# 藤原三枝子
藤原 三枝子（ふじわら みえこ）は、日本の女性野球審判員。初の高校硬式野球における女性審判員。

## 経歴
宮崎県出身。中学、高校時代はソフトボールの選手で、ポジションはキャッチャー。高校時代は1年次からレギュラーで主将としてチームをインターハイに導いた。進学先は恩師の「誰もやりたがらないことをやりなさい」とのアドバイスを受けて福岡県の看護学校に進んだ。
結婚を機に神奈川県藤沢市に居住。20年ほど前に立ち寄った少年野球の試合で、ミスジャッジに泣く少年の姿に心を打たれ野球審判員を志した。藤原は「あの顔を思い出すたびに、私は正しくありたい」と述べている。周囲の大反対があったが、アメリカの養成学校に通うなどキャリアを重ね、1999年に高野連の審判員に登録された。同年、全国高等学校野球選手権大会神奈川地区予選で初の女性審判員として注目された。2008年には松山市で開催された第3回女子野球ワールドカップの審判に抜擢された。
保健師として勤務する傍ら、2011年より神奈川大学野球連盟の審判員となり、2012年8月にカナダのエドモントンで開催される第5回女子野球ワールドカップで再び起用されることになった。
2015年より全日本野球協会で開始した審判員資格制度において、2016年にアマチュア野球公認国際審判員（S級）の初の認定者のうちの一人となった。S級に設けられた50歳という年齢制限を超えていたが、女子野球ワールドカップに派遣された実績や、数少ない女性審判員であることから特例として認められた。なお、2018年をもって国際審判員を引退している。

## 人物・エピソード
三児の母で、長男は中学硬式野球クラブの湘南クラブに所属していた。